# U Zlatého půlkola
Dům U Zlatého půlkola je barokní měšťanský dům na nároží Michalské a Hlavsovy uličky v Praze na Starém Městě na adrese Michalská č.p. 435/21. Na místě stával dům již ve středověku, jak dokládají románské základy. Současná stavba vznikla v polovině 18. století. Mimo jiné zde od roku 1790 sídlilo první české knihkupectví a nakladatelství Česká expedice a bylo zde centrum českých obrozenců. Je to jeden ze dvou domů toho jména v Praze; druhý stojí v Karlově ulici č.p. 165/11.

## Středověk
Dům je jedním z evidovaných 66 domů s románskými základy v Praze ze souboru kamenných staveb okolo starobylého tržiště raně středověké Prahy, které bylo zřejmě od počátku vymezeno zástavbou domů jako uzavřený rynek. Ve středověku zaujímal dům rozsáhlejší parcelu, která byla později rozdělena mezi tři domy – tento, vedlejší dům U Železných dveří (436/19) a zadní dům Jilská 20. Provoz tržiště byl spojen s přepravou zboží a potřebou okovávat koně a povozy. V tomto domě byla kolárna – opravna a výrobna kol pro formanské vozy, kočáry a trakaře. Byla tu také kovárenská huť – kola se musela okovat železnými pásy, dělaly se tu zřejmě i další železné výrobky (podkovy pro koně, kovové části postrojů, hřeby, sekery, zbraně, pláty na dveře a vrata).  

## Domovní znamení U zlatého půlkola
Dům se původně  nazýval U půlkola (písemně zmiňován v roce 1405), později U zlatého půlkola. Znak kolářů patří k nejstarším doloženým cechovním památkám svého druhu. Z osmi středověkých staroměstských domů se znamením kol a půlkol pět přetrvalo i třicetiletou válku. Jako symbol představuje otáčivé kolo věčný pohyb, vzestup i pád, příchod i odchod, vrtkavou přízeň Štěstěny a v neposlední řadě kolo osudu či dějin. Znamení U půlkola ovlivnilo i jméno majitele – 1462 Simonis ad mediam rotam, 1564 Šimon Puolkolo, 1577 Kateřina Půlkolová. V 16. století byla v domě zřejmě i nadále opravna kočárů – „Nad hlavními vraty hřeby pobitými a s klepadlem, měl  půlkolo kdysi celé pozlatité“.[zdroj?] Znak zlatého půlkola je dnes skryt za dřevěným ostěním portálu obchodu s knihami vlevo od vchodu. 

## Reformace a rekatolizace
Od dob reformace a po celou dobu rudolfínské renesance byla celá zdejší svatomichalská farnost protestantská. V kostele Sv. Michaela Archanděla občas kázal v letech 1390–1410 i Jan Hus. Po upálení Jana Husa roku 1415 zůstala farnost věrná utrakvismu, ale nepřiklonila se k radikálnímu křídlu Jana Želivského. Ve vedlejším domě U železných dveří bydlel bohatý měšťan a jednu dobu (1515–1523) i hlavní konšel (primátor) Jan Hlavsa z Liboslavě, čelní pražský utrakvista. Byl nízkého původu z města Stříbro, bohatě se ale oženil. Roku 1506 nechal v Benátkách vytisknout českou Bibli (jmenuje se po něm Hlavsova ulička). Dům patřil neznámému protestantskému majiteli.
Prohra bitvy českých stavovských vojsk s císařskými roku 1620 předznamenala těžké neklidné období pro místní obyvatele. Přímá konfiskace nemovitostí i nucený odprodej domů těch Pražanů, kteří odešli do emigrace, způsobily na Starém Městě změny majitelů a zpřetrhání sousedských vztahů. Válečné události let 1618–1648 výrazně poznamenaly tvář Starého Města pražského. Vpády cizích vojsk a jejich pobyt v Praze s sebou mj. přinesly i devastaci staroměstských domů – na Starém Městě bylo okolo devadesáti pustých a pohořelých domů. Pusté a pohořelé domy představovaly v roce 1653 jednu desetinu staroměstské domovní zástavby. Dům koupil v dražbě výběrčí daní Ondřej Schumann. Kontrolor vrchního berního úřadu koupil velmi levně za 14 700 zlatých v dražbě (zřejmě zabavené v exekuci) dva sousedící domy – rozlehlý dům U Železných dveří (čp. 436), sahající z Michalské ulice do Jilské a dům U Zlatého půlkola (čp. 435). Cenu obou domů spojených osobou majitele Ondřeje Schumanna vizitační komisaři sečetli (v rubrice cena domů je u níže zapsaného domu U Zlatého půlkola uvedeno „Kaufschilling wobig“).[zdroj?]

## První české nakladatelství Česká expedice
Po polovině 18. století došlo k další přestavbě, za níž vznikla současná pozdně barokní fasáda. 27. února 1790  zde otevřel redaktor, editor a překladatel Václav Matěj Kramerius (1753–1808) první české knihkupectví a nakladatelství Česká expedice. Vzniklo zde centrum českého vlastenectví. V domě fungovalo kromě nakladatelství i knihkupectví a antikvariát. Heslem České expedice byla věta: Žádná smrt nemůže být zlá, když jí předcházel dobrý život. Po josefinských reformách, zrušení svatomichalského kláštera servitů a starobylé školy Kramerius přenesl svůj podnik v říjnu roku 1793 k dominikánskému klášteru do domu U Tří stříbrných růží (čp. 232) v nedaleké Dominikánské (dnes Husově) ulici. Obchod v domě U zlatého půlkola převzal Farský a prodával zde litografie.  

## 19. století ve znamení kožešin
Objekt kostela Sv. Michaela byl prodán židovským obchodníkům jako velkosklad zboží. V 19. století se dostal i dům U zlatého půlkola do držení židovské rodiny. V Michalské ulici se usadila firma Otto Robitschek – dříve Simon Nachod a syn – jedna z dvanácti, které se tehdy v Michalské ulici zabývaly kožešnictvím a obchodem kůží a kožešinami.  

## 20. století
Posledními předválečnými majiteli byla rodina Hasterlíkova – Ludvík Hasterlík (1881–1942 v Treblince), Matylda Hasterlíková (1872–1942 v Treblince), Vilém Hasterlík (1891–1943 v Osvětimi), Růžena Hasterlíková (1892–1943 v Osvětimi).
Po roce 1950 se dům stal policejní ubytovnou, vznikly zde čtyři služební byty přepažením původních dvou bytů, po jednom na patře. Byly použity nevhodné kovové zárubně a byly zničeny štukové výzdoby. V přízemí dál fungovala výkupna kožek. 
Portál dávno odstěhované firmy Farský s leptaným nápisem „Lithografie“ přečkal téměř bez úhony nejen Robitschkův obchod kožešinami, ale i pozdější výkupnu kožek a po desetiletích se 8. června 1994 dočkal i návratu potištěného papíru v knihách nakladatelství Aulos.

## Galerie

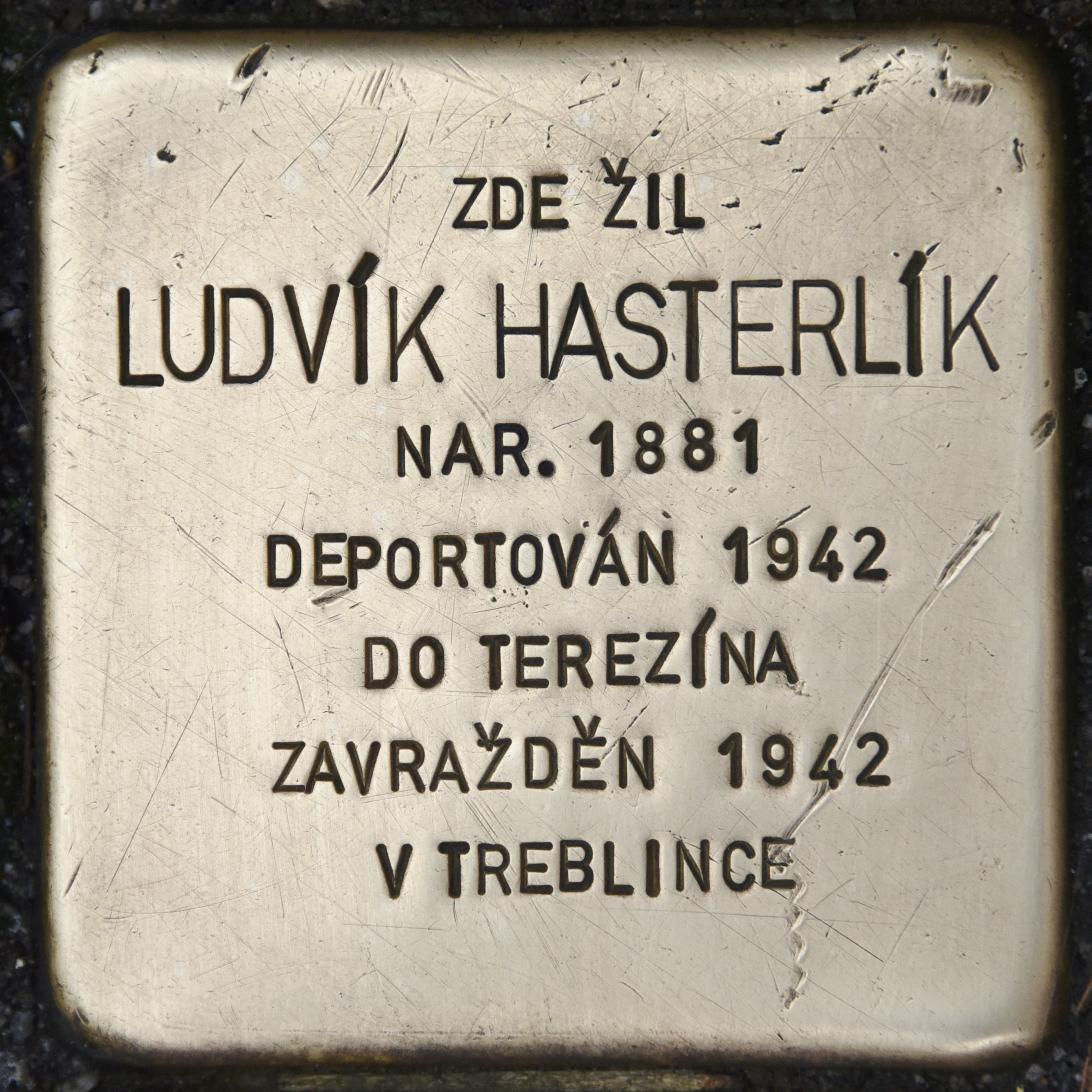
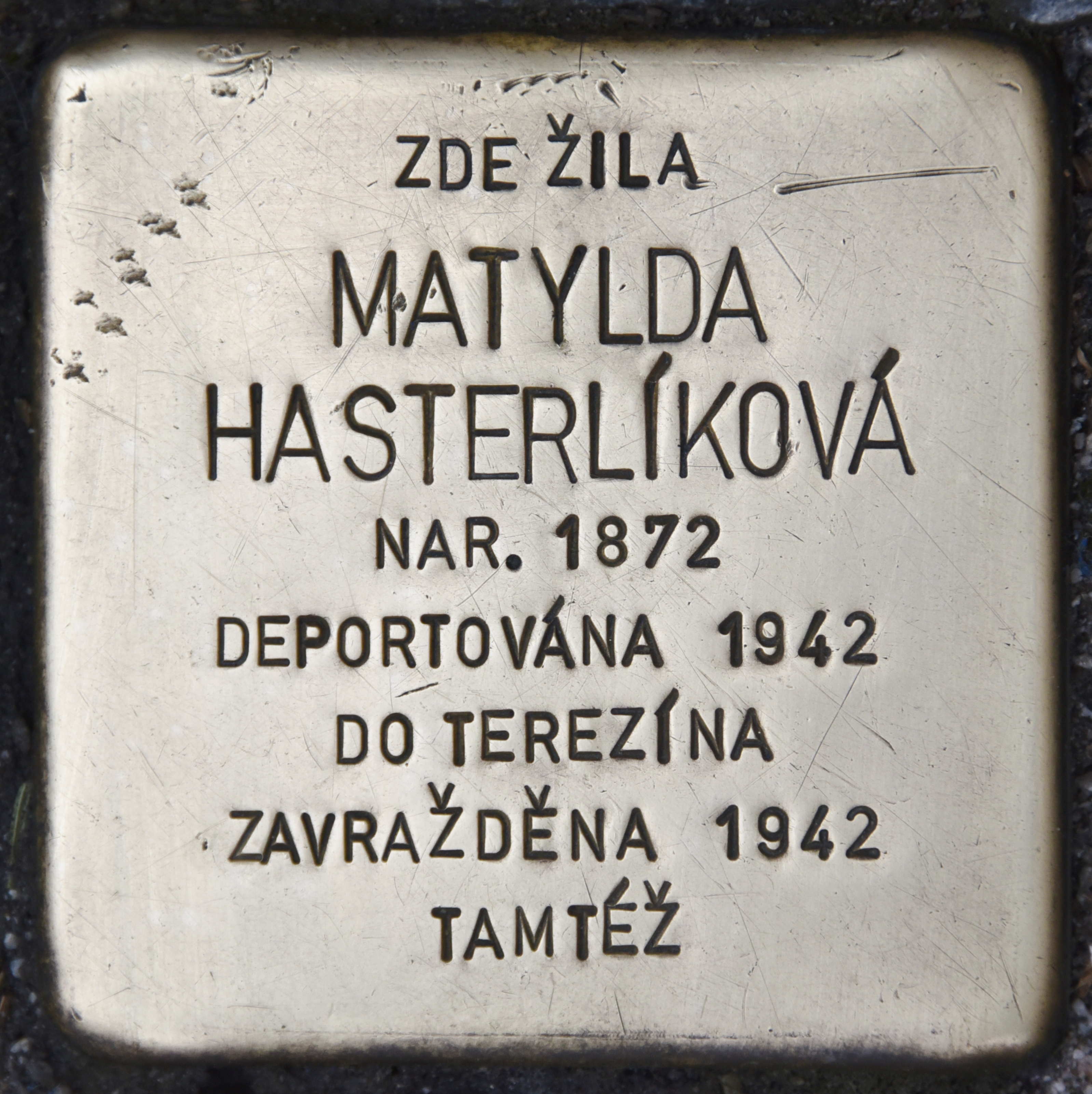
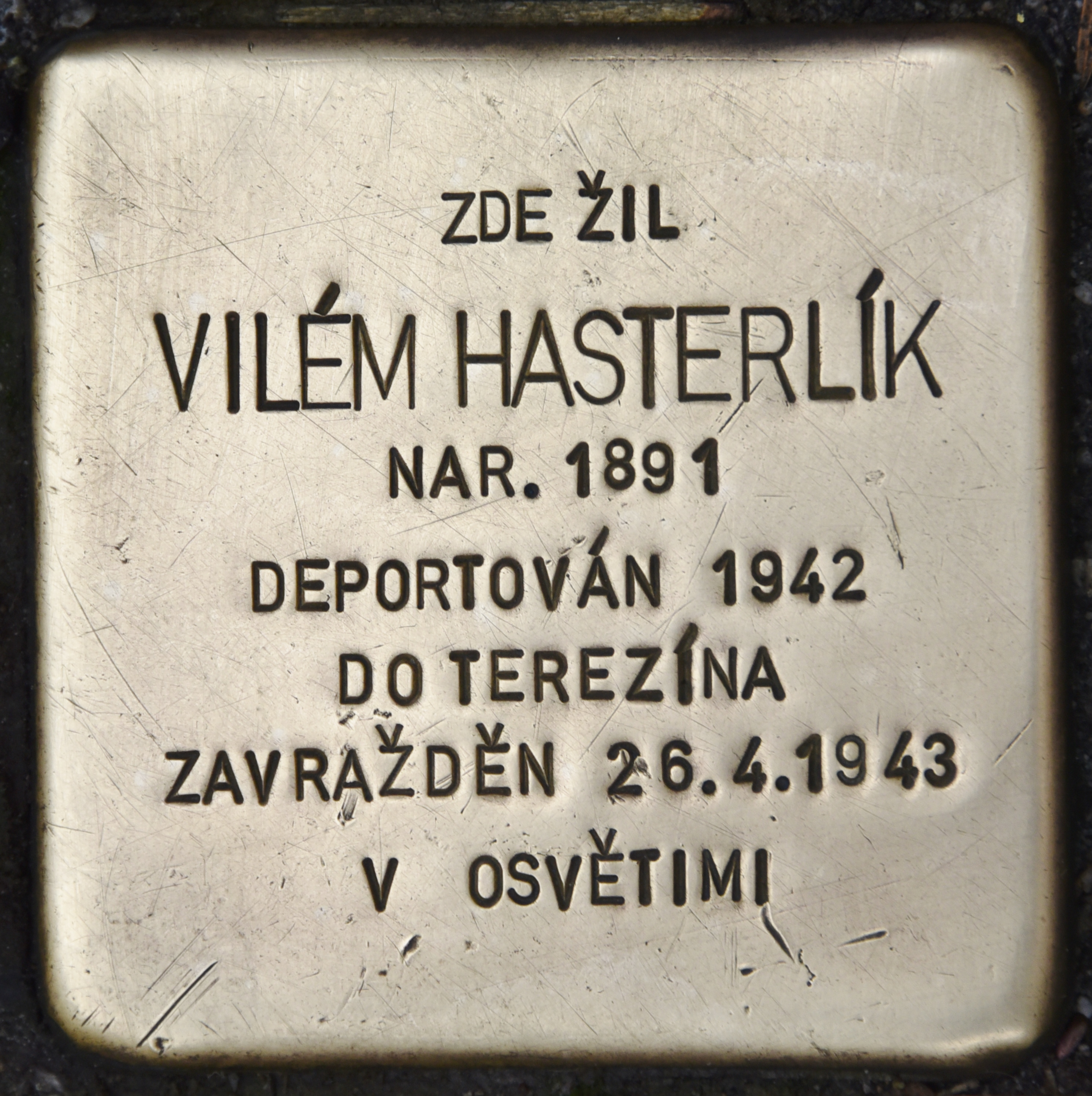
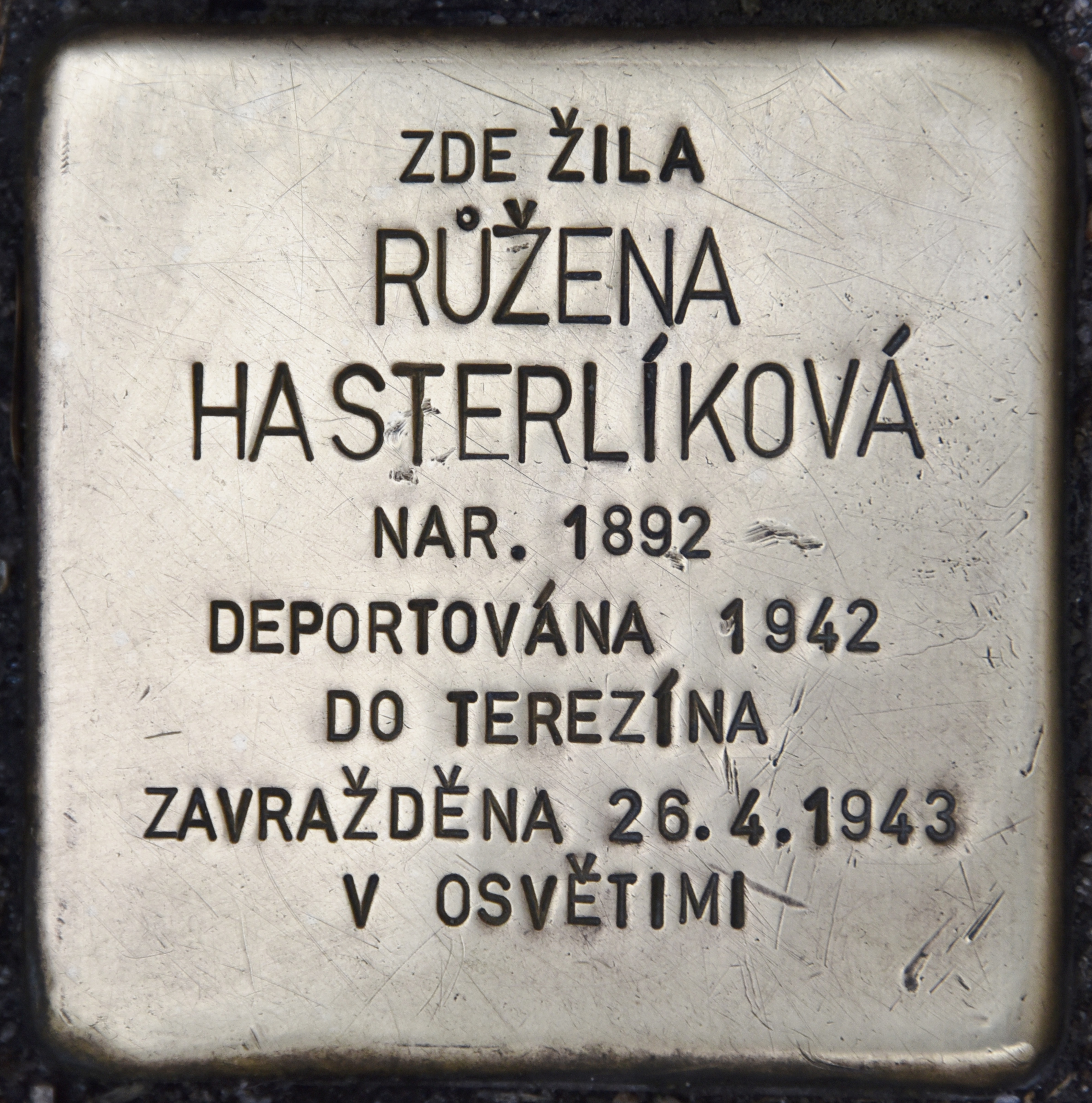